# 东晓市街
39°53′21″N 116°24′32″E / 39.88918°N 116.40879°E

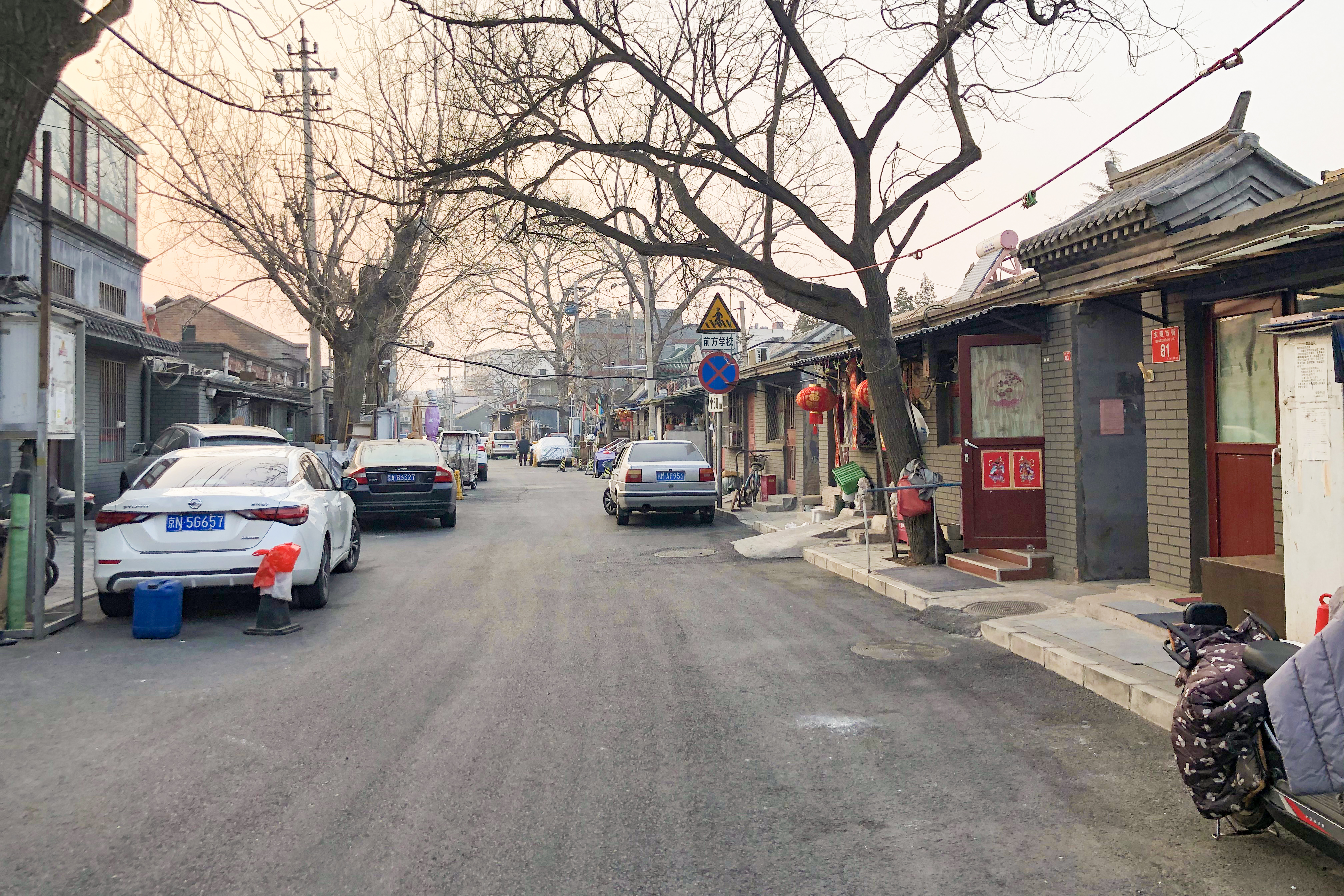
东晓市街（2021年2月摄）

东晓市街，是位于北京市东城区南部、天坛公园北侧的一条胡同。

## 简介
东晓市街东起磁器口大街，西到鲁班胡同。因“晓市”而得名。该街明朝时称“苜蓿园北”，清朝时称“东小市”，其东北又称“黑市”。民国二十二年（1933年）《北平地名典》称“东晓市”。民国三十六年（1947年）时名“东晓市大街”。1965年北京市整顿地名，以崇文区第一中心小学（今北京市东城区金台书院小学）为界，分为东晓市街、西晓市街。东晓市街的主要部分位于如今的祈年大街东侧，另有一小段在祈年大街西侧，东晓市街和西晓市街以金鱼池巷为分界。
东晓市街以晓市市场为名。《宸垣识略》记载：“东小市在半壁街南，隙地十余亩，每日寅卯二时，旧货物者交易于此，惟估衣最多。”中华人民共和国成立后，这些晓市逐渐消失，但地名保留下来。

## 东晓市
《旧都文物略》记载：“旧京地幅辽阔，官设市场，以利民众，而于东西两市场之外，更有晓市之设。每值鸡鸣，买卖者率集合於斯以交易焉。售品半为骨董，半系旧货，新者绝不加入。以其交易皆集於清晨，因名晓市。或谓鬼市，亦喻其作夜交易耳。俗呼小市，误。”即是说有些“古董”、“旧货”在这里形成鬼市，在清晨天不亮时进行交易。
东晓市清朝时在崇文门外南药王庙（今为北京市第十一中学本校）迤西，半壁街以南。中华民国时，这里的空地先后盖起房屋，晓市乃逐步东移。中华人民共和国成立前，东晓市已经移到西至红桥、东大地，东至葱店街，北至沙土山、唐洗泊街，南至法华寺一带，方圆1平方公里。开市时，胡同内两旁都是地摊，每个地摊占地三五尺见长，各摊相连。
东晓市上的摊贩多为白天走街串巷收购旧货的“打小鼓儿”的。买货者则叫“跑晓市”的，大多为各行业的行贩，手提马灯，在各地摊前照来照去，搜索自己需要的旧物，作为原料或半成品，买回去之后加工为商品出售。到此卖货的摊贩是卖完了再买，到此买货的人是为了再卖给别人。“打小鼓儿”的又分为两种：
- 打硬鼓儿的：本钱较多，专到北京旧官宦的府邸、富绅之家，收购金银首饰、细软皮货、古玩玉器、书画法帖、硬木家具等等贵重物品。官宦富绅之家穷困潦倒时，急于出售物品得钱，但将物品拿到市场出售又怕丢面子，所以往往给钱就卖，打硬鼓儿的获利很多。
- 打软鼓儿的：多到北京内外城贫民区收购一般居民的废旧物品，获利甚少。所以打软鼓儿的在中华民国初期都在大筐内装几包火柴（俗称“取灯儿”），用来易物，故此打软鼓儿的又称“换取灯儿的”。[3]

中华人民共和国成立初期，人民政府对东晓市进行整顿，将摊贩们组织起来，分配至回收公司或信托商店工作。1958年初，存在100多年的东晓市停业。